# 美唄市民バス

美唄市民バスの車両
日産ディーゼル・RM
（西武バスからの移籍車）

美唄市民バスの停留所（2007年9月）

美唄市民バス（びばいしみんバス）は、北海道美唄市が市内で運行する自治体バス（廃止代替バス）の名称である。

## 概要
1972年（昭和47年）に「美唄市営バス」の名称で運行を開始した。これは三菱鉱業バス（のちの美鉄バス）が、美唄市西部の不採算路線を廃止するのに伴い、それを引き継ぐために設定されたものである。
2002年（平成14年）4月1日より「美唄市民バス」として運行開始。同日より市条例が改正され、それまでの美唄市営バスとスクールバスを一体で運用するものとして「美唄市民バス」へ改称された。この際、同日に全路線を廃止した美鉄バスの路線を引き継ぎ、美唄市東部の輸送も開始している。
路線は大きく、市の東側を運行する「東線」と西側を運行する「西線」の2つに分けられている。運行は市内に本社を置くバス事業者へ委託されている。

### 運行受託事業者
2022年現在。
- 西線：美自校観光バス[6]
- 東線：フラワー観光バス[7][8]

## 沿革
- 1972年（昭和47年）6月1日：美唄市営バス運行開始。三菱鉱業バス（のちの美鉄バス）より路線を引き継ぎ、「茶志内・中村・沼の内線」「拓北・進徳線」を新設。
- 1977年（昭和52年）12月1日：三菱鉱業バスより路線を引き継ぎ、「上美唄線」を新設。
- 1988年（昭和63年）4月1日：北海道中央バス月美線（美唄ターミナル - 三文字 - 月形駅前）の廃止代替で、上美唄線の区間を延長[3][9]。
- 2002年（平成14年）4月1日：美唄市民バスへ改称、市営バスとスクールバスを統合。美唄市東部の美鉄バスの廃止路線を引き継ぐ。
- 2012年（平成24年）10月：「東線」のアルテピアッツァ美唄 - スキー場間の路線を廃止。それに伴い、市東部の「盤の沢・我路方面」に予約制乗合タクシーの運行を開始[1][10]。
- 2014年（平成26年）4月：西側地区でも予約制乗合タクシーの運行を開始[1][10]。
- 2015年（平成27年）4月：「東線」のアルテピアッツァ美唄 - 南美唄間の運行を廃止[1]。
- 2019年（令和元年）10月：市民バスの運賃を改定[1]。

## 運賃・乗車券類
市民バスの運賃・乗車券類については以下の通り（2022年6月現在）。
- 運賃は均一運賃制で、大人230円、小人（1歳 - 小学生）110円。
- 小学校・中学校・養護学校の通学証明書提示により運賃無料。
- 各種障害者手帳（身体障害者手帳・療育手帳・精神障害者保健福祉手帳）提示により、大人110円、小人50円に割引（介助者は無料）。
- 専用回数乗車券が販売されている。
- 専用定期乗車券が販売されている。通勤・通学定期のほか「通院・介護定期」があり、それぞれに障害者割引定期が設定されている。

## 路線
2018年（平成30年）6月現在。

### 東線
美鉄バスの2002年廃止区間を引き継いだ路線である。
- 美唄駅前 - 翠明通 - 東明中央 - アルテピアッツァ美唄
- 美唄駅前 - 労災病院 - 東明中央 - 市営球場 - アルテピアッツァ美唄
  - 上記2路線は、区間便ならびに、図書館経由、ピパの湯ゆ～りん館経由、循環系統（美唄駅前 - 翠明通 - 東明中央 - 東明分団 - 東明中央 - 労災病院 - 美唄駅前）もあり。

2012年4月、アルテピアッツァ美唄 - 国設スキー場間を廃止。同区間は朝の一部便およびスキーシーズンを除き予約制で運行されていた。代替として乗合タクシーが設定されている。
2015年4月、「アルテピアッツァ美唄 - 東明中央 - 南美唄中央通」系統を廃止（アルテピアッツァ美唄 - 東明中央間は上述の系統が残存するが、東明中央 - 南美唄中央通間は路線全廃）。

### 西線
スクールバスを兼ねて運行されるため、学校行事により時刻が変更される場合がある。また学校の休校期間は別途定められたダイヤで運行される。土曜・休日は全便運休。

#### 市民バス西線
- 茶志内・中村・沼の内線（学校の春・夏・冬休みのみ運行）
  - 日東-図書館2往復
  - 7線-図書館1往復
  - 7線-美唄駅 直行上り1本
- 上美唄線（学校の春・夏・冬休みのみ運行）
  - 分岐点-図書館3往復（南沼-保健センター通過上り1本・下り2本、5号線-尚栄高校通過1往復、尚栄高校-市民会館通過上り1往復）
  - 分岐点-美唄駅1往復（5号線-尚栄高校通過）
- 進徳・拓北線
  - 上美唄→美唄中学校上り1本
  - 上美唄→美唄駅 直行上り1本
  - 21線→図書館2往復（全停留所停車1往復・進徳東団地通過上り1本・進徳東団地-20線入口間通過下り1本）
  - 図書館→上美唄下り1本

#### スクールバス利用便
一般混乗便、学校登校日のみ運行。
- 茶志内・日東線
  - 東8線(藤岩橋)→尚栄高校上り1本
  - 茶志内小学校 - 美唄駅1往復
- 茶志内・中村線
  - 三文字→尚栄高校 茶志内経由上り1本
  - 茶志内小学校→美唄駅上り1本
  - 美唄駅→三文字下り1本
- 開発線
  - 13線（開勇橋）→美唄駅 開発経由上り1本
  - 中央小学校（図書館）→美唄駅 開発・北沼の内経由上り1本
  - 美唄駅→14線下り1本
- 北沼の内線
  - 11線入口→美唄駅 北沼の内経由上り1本
  - 中央小学校（図書館）→美唄駅 開発・北沼の内経由上り1本
  - 美唄駅→14線下り1本
- 拓北・豊葦・光珠内・峰延線
  - 21線（専大入口）→美唄駅 峰延経由上り1本
  - 峰延中学校・峰延小学校→美唄駅 豊葦経由上り1本
  - 美唄駅→21線8号 光珠内経由下り1本
- 峰延・峰樺線
  - 峰樺通（岩峰）→美唄駅1往復
  - 峰延中学校・峰延小学校→美唄駅 上り1本
  - 美唄駅→峰樺通（岩峰）下り1本
- 上美唄・中美唄線
  - 峰樺17号→尚栄高校上り1本
  - 中央小学校→美唄駅上り1本
  - 美唄駅→峰樺15号下り1本
- 西美唄・大富線
  - 峰樺19号→尚栄高校上り1本
  - 中央小学校→美唄駅上り1本
  - 美唄駅→峰樺19号下り1本

峰延・峰樺線の一部区間は、ジェイ・アール北海道バス（岩見沢線：「岩見沢駅 - 峰延 - 石狩月形駅」系統）の廃止代替。

## 車両
2021年現在、市が保有する自家用バス（白ナンバー）の三菱ふそう・ローザが使用されている。
中型車（首都圏など道外からの移籍車を含む）も使用されていた。
市民バスの全車両には、足の不自由な高齢者・障害者等の乗降を補助するため踏み台を備え付けている。乗降に踏み台が必要な乗客は乗務員に申し出る。冬期の降雪期間には安全確保のため踏み台は使用できない。

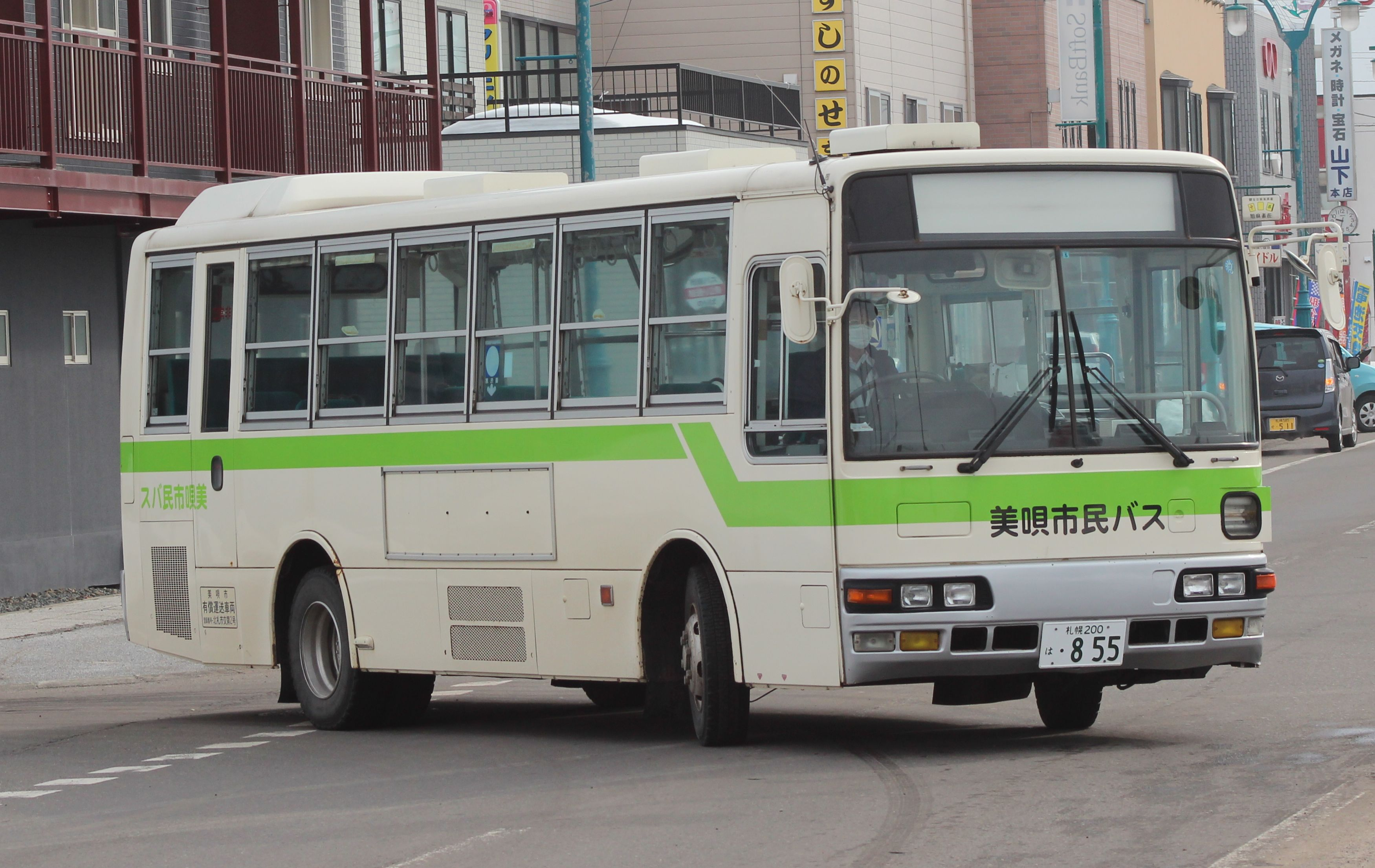
中型車 三菱ふそう・エアロミディMK 神奈川中央交通からの移籍車
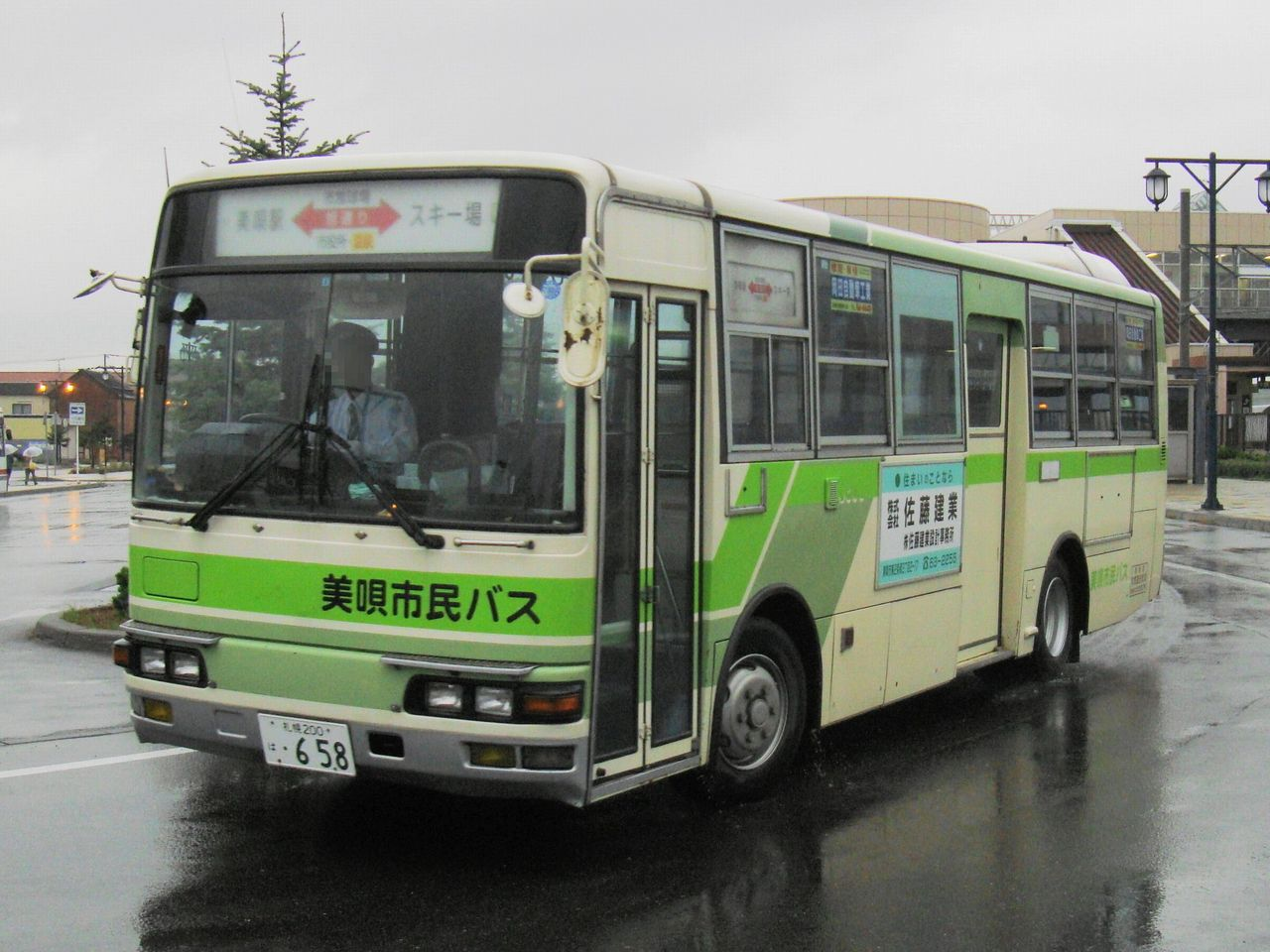
中型車 三菱ふそう・エアロミディMK 相鉄バスからの移籍車